# تپه کلک پیر محمدشاه
تپه کلک پیر محمدشاه مربوط به عصر مس - سده‌های میانه دوران‌های تاریخی پس از اسلام است و در شهرستان سلسله، بخش فیروزآباد، دهستان فیروزآباد، شمال شرق روستای پیر محمد شاه واقع شده و این اثر در تاریخ ۲۲ اسفند ۱۳۸۵ با شمارهٔ ثبت ۱۸۲۶۵ به‌عنوان یکی از آثار ملی ایران به ثبت رسیده است.